# منطقة ماندالاي
منطقة ماندالاي (بالإنجليزية: Mandalay Region)‏ هي منطقة في ميانمار، تتبع ميانمار، بلغ عدد سكانها 6٬165٬723 نسمة، عاصمتها ماندالاي، تبلغ مساحتها 30٬888٫09 كيلومتر مربع.

## الموقع
تشترك في الحدود مع:
- إقليم ساجينغ
- Naypyidaw Union Territory [الإنجليزية]‏.